# Rete Mediterranea

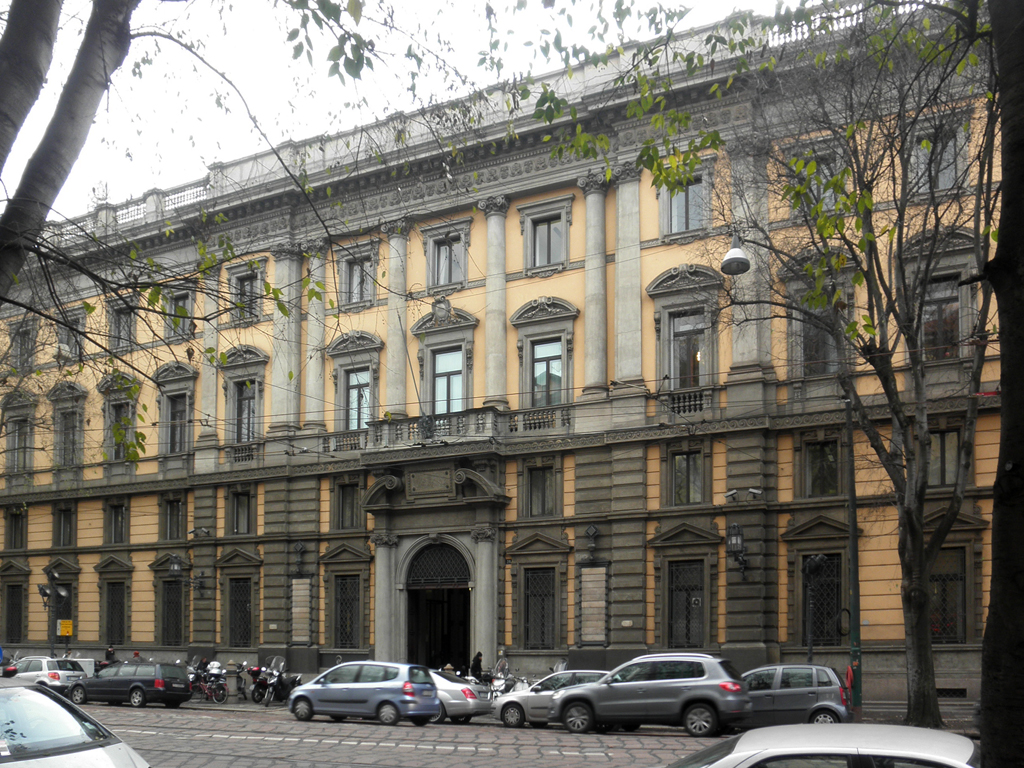
Sitz der Mediterranea in Mailand

Rete Mediterranea (RM; deutsch Mediterranes Netz) ist die historische Kurzbezeichnung für das von der italienischen Società per le Strade Ferrate del Mediterraneo betriebene Eisenbahnnetz im westlichen Teil der Italienischen Halbinsel von der italienischen „Stiefelspitze“ nach Norden bis Apulien und Kalabrien, wo es das Einzugsgebiet des Rete Adriatica („Adriatisches Netz“) berührte. Gemäß dem Jahrbuch des Ministeriums für Landwirtschaft, Industrie und Handel umfasste das Netz im Jahre 1896 ein Streckennetz von 5765 Kilometern.
Die Rete Mediterranea wurde am 1. Juli 1885 gegründet. Am 1. Juli 1897 war sie im Besitz von 1314 Dampflokomotiven, 3754 Personenwagen, 952 Gepäckwagen und 23 074 Güterwagen. Ab 1898 experimentierte die RM mit zwei Akkutriebwagen (5101 und 5102). Im Jahr 1905 wurde mit der Gründung der Ferrovie dello Stato (FS) das Netz der RM zusammen mit den anderen großen italienischen Privatbahnen verstaatlicht. 1907 übernahm die Mediterranea die Ferrovie Nord Milano von der Société générale de Belgique.

## Mediterranea-Calabro-Lucane
Im Jahr 1910 erhielt das Unternehmen eine Konzession für den Bau eines Nebenbahnnetzes in Süditalien. 1915 änderte das Unternehmen seinen Namen in Società Mediterranea per le Ferrovie Calabro Lucane (kurz Mediterranea-Calabro-Lucane MCL). 1926 wurde das Netz auf die bereits begonnenen Strecken reduziert und 1934 die Bauarbeiten gänzlich eingestellt. Vom zerstückelten Netz waren 765 Kilometer in Betrieb. Nach dem Eisenbahnunfall von Fiumarella wurde 1963 die Konzession der MCL widerrufen und an die Ferrovie Calabro Lucane vergeben. In den 1970er-Jahren zog sich die Mediterranea mit dem Verkauf der Ferrovie Nord vollständig aus dem Eisenbahnbetrieb zurück.